# Абдураманов, Узеир Абдураманович
Узеи́р Абдурама́нович Абдурама́нов (крымскотат. Üzeir Abduraman oğlu Abduramanov; 12 [25] марта 1916 — 19 января 1991) — участник Великой Отечественной войны, Герой Советского Союза.

## Биография
Родился 12 (25) марта 1916 год в деревне Кашик-Дегирмен Симферопольского уезда Таврической губернии (сейчас село Новоандреевка, Симферопольский район, Республика Крым), но другие источники указывают иное место рождения — расположенное по соседству село Джага-Мамыш (ныне Сухоречье) — в крымскотатарской семье.
Окончив в 1933 году школы фабрично-заводского училища, работал кулинаром, а затем заместителем председателя транспортно-гужевой артели в Симферополе.
Призван в РККА в 1939 году.
На фронтах Великой Отечественной войны с 1941 года. Принимал участие в Сталинградской битве.
Во время боёв в районе деревни Новые Терешковичи (Гомельский район, Гомельская область, Белорусская ССР) в сентябре 1943 года отделение старшины Узеира Абдураманова переправилось через реку Сож. После успешного выполнения задания в отряде в живых осталось всего три солдата из 17. Ранее старшина Абдураманов доказал своё геройство и самоотверженность при наведении переправы через реку Десна.
Указом Президиума Верховного Совета СССР «О присвоении звания Героя Советского Союза генералам, офицерскому, сержантскому и рядовому составу Красной Армии» от 15 января 1944 года старшине Узеиру Абдурамановичу Абдураманову присвоено звание Героя Советского Союза «за образцовое выполнение боевых заданий командования на фронте борьбы с немецко-фашистскими захватчиками и проявленные при этом мужество и героизм».
18 мая 1944 года произошла депортация крымских татар. Она коснулась и семьи Узеира Абдураманова. После войны, выйдя в отставку, был выслан вслед за своей семьёй в Узбекскую ССР. Позднее, в этом же году, в журнале Огонёк, в статье, которая включала его фотографию в галерее Героев Советского Союза (разных национальностей), было указано, что он якобы азербайджанец, а не крымский татарин.
В 1948 году Герою было предложено вернуться на родину. Разрешали взять с собой только своих ближайших родственников.
По сведениям сына Абдураманова, окончательно остановил его дед, сказав что совершив это остальные родственники могут погибнуть, так как они критически нуждаются в помощи. Вслед дед поинтересовался у Героя Союза зачем ехать в Крым, если там ни осталось ни одного крымского татарина. Узеир понимал, что нельзя покидать свой народ и родственников.
Он выручал многочисленных родственников, в том числе и племянников— благодаря его высокому служебному званию, семья Абдурамановых была освобождена от многих репрессивных законов, направленных на крымских татар, в том числе комендантского режима, невозможности переезжать в другие города и некоторые другие.
К концу 1950 годов стал участником национального движение крымских татар. Участвовал в собраниях и в различного рода протестах. Летал в Москву, как один из представителей народа. Зачастую у него дома собирались его сподвижники, впоследствии чего очень часто вызывали в КГБ на допрос.
1962 года переехал в город Навои, работал на урановом заводе. 
Умер там же 19 января 1991 года[2].

## Награды
- Медаль «Золотая Звезда» Героя Советского Союза (№ 3368)
- Орден Ленина (15.01.1944);
- Орден Отечественной войны I степени (11.03.1985);
- Медаль «За боевые заслуги» (17.10.1943)

## Память
13 апреля 2015 года установлен памятник в крымском селе Джагъа Мамыш.